# Сакай Кана
Сакай Кана (яп. さかい かな, Sakai Kana), у минулому відома як Сакай Канако (яп. 酒井 香奈子, Sakai Kanako) — японська сейю з Фукуока. Народилася 11 листопада 1986 року. Вона прецює у RAMS.

## Ролі

### 2006
- REC — Ака Онда
- Jigoku Shōjo Futakomori — Кікурі
- Magikano — Чіакі Йршікава
- Lovedol ~Lovely Idol~ — Рурі Фуджісава
- Binbō Shimai Monogatari — Шіма Ошіро

### 2007
- Kaze no Stigma — Аюмі Тсувабукі
- Kisaragi — Кісаґарі Мікі

### 2009
- Miracle Train — Акарі

### Ігри
- *REC ☁EDokiDoki Seiyū Paradise ☁E- Ака Онда
- Ar nosurge — Шуреліа
- Ar tonelico: Melody of Elemia — Шуреліа
- Ar tonelico II: Melody of Metafalica — Шуреліа
- Chō Megami Shinkō Noire: Gekishin Black Heart — Компа
- Cross Edge — Шуреліа
- Hyperdimension Neptunia — Компа
- Hyperdimension Neptunia Mk2 — Компа
- Hyperdimension Neptunia Re;Birth 1 — Компа
- Hyperdimension Neptunia Re;Birth2: Sisters Generation — Компа
- Hyperdimension Neptunia Victory — Компа
- Memories Off: Yubikiri no Kioku — Lisa Caycy Foster.

### CD дорама
- REC Volume 1 — Aka Onda
- REC Volume 2 — Aka Onda